# 大賀勇気
大賀 勇気（おおが ゆうき、1978年12月15日 - ）は、福岡県出身の元女優、タレントである。アーキテクトウインズの前にはフットワークプロダクションに所属していた。
2003年にシンガー・ソングライターとして歌手デビュー

## 出演

### テレビドラマ
- リスキー・ゲーム（1996年1月11日 - 3月14日、TBS） - 奥寺奈緒美 役[1]
- ナチュラル 愛のゆくえ（1996年10月14日 - 12月16日、読売テレビ） - 日高歩 役[1]
- 新幹線'97恋物語 第2話「個室の奇妙な二人」（1997年4月10日、TBS） - 神田香奈江 役[1]
- shin-D 天使にKISS（1997年5月7日 - 6月18日、日本テレビ）
- 魚心あれば嫁心（1998年1月7日 - 3月18日、テレビ東京） - 篠塚美加子 役
- ドンウォリー! 第1話（1998年4月14日、関西テレビ）
- ガラスの仮面2 第5話・第6話（1998年5月11日・5月18日、テレビ朝日） - 植草葉子 役
- 少年サスペンス 第5作「保健室に見た恐怖！」（1998年6月4日 - 6月18日、テレビ朝日）
- ボーダー 犯罪心理捜査ファイル 第7話（1999年2月22日、読売テレビ）

### 映画
- 麗霆゛子 レディース!!MAX（1996年3月2日、パル企画） - 四十八願静香 役
- ねらわれた学園 THE MESSIAH FROM THE FUTURE（1997年3月8日、ギャガ） - 広川早紀 役[1]

### バラエティ
- 金髪先生 第51回 - 第74回（1997年10月7日 - 1998年3月31日、テレビ朝日）

### CM
- サントリー「緑茶」[1]
- 東芝 企業CF[1]
- リクルート 企業CF「フロムエー」（1997年）[1]

## 作品

### CD
- 故郷（2003年8月6日、LD&K[2][3][4]）